# 19e étape du Tour d'Espagne 2019
Pour un article plus général, voir Tour d'Espagne 2019.
La 19e étape du Tour d'Espagne 2019 se déroule le vendredi 13 septembre 2019, sous la forme d'une étape de plaine, entre Ávila et Tolède, sur une distance de 163,4 km.

## Résultats

### Classement de l'étape
| \| Classement de l'étape \| Classement de l'étape \| Classement de l'étape \| Classement de l'étape \| Classement de l'étape \| \| Coureur \| Coureur \| Pays \| Équipe \| Temps \| \| --------------------- \| --------------------- \| --------------------- \| --------------------- \| --------------------- \| \| 1er \| Rémi Cavagna \| France \| Deceuninck-Quick Step \| 3 h 43 min 34 s \| \| 2e \| Sam Bennett \| Irlande \| Bora-Hansgrohe \| + 5 s \| \| 3e \| Zdeněk Štybar \| Tchéquie \| Deceuninck-Quick Step \| + 5 s \| \| 4e \| Philippe Gilbert \| Belgique \| Deceuninck-Quick Step \| + 5 s \| \| 5e \| Alejandro Valverde \| Espagne \| Movistar Team \| + 5 s \| \| 6e \| Tosh Van der Sande \| Belgique \| Lotto-Soudal \| + 8 s \| \| 7e \| Dylan Teuns \| Belgique \| Bahrain-Merida \| + 8 s \| \| 8e \| Tadej Pogačar \| Slovénie \| UAE Team Emirates \| + 8 s \| \| 9e \| Miguel Ángel López \| Colombie \| Astana \| + 8 s \| \| 10e \| Primož Roglič \| Slovénie \| Team Jumbo-Visma \| + 8 s \| |                    |          |                       |                 |
| |                    |          |                       |                 |
| Source : ProCyclingStats |                    |          |                       |                 |
| Classement de l'étape |                    |          |                       |                 |
| Coureur | Coureur            | Pays     | Équipe                | Temps           |
| 1er | Rémi Cavagna       | France   | Deceuninck-Quick Step | 3 h 43 min 34 s |
| 2e | Sam Bennett        | Irlande  | Bora-Hansgrohe        | + 5 s           |
| 3e | Zdeněk Štybar      | Tchéquie | Deceuninck-Quick Step | + 5 s           |
| 4e | Philippe Gilbert   | Belgique | Deceuninck-Quick Step | + 5 s           |
| 5e | Alejandro Valverde | Espagne  | Movistar Team         | + 5 s           |
| 6e | Tosh Van der Sande | Belgique | Lotto-Soudal          | + 8 s           |
| 7e | Dylan Teuns        | Belgique | Bahrain-Merida        | + 8 s           |
| 8e | Tadej Pogačar      | Slovénie | UAE Team Emirates     | + 8 s           |
| 9e | Miguel Ángel López | Colombie | Astana                | + 8 s           |
| 10e | Primož Roglič      | Slovénie | Team Jumbo-Visma      | + 8 s           |

## Classements à l'issue de l'étape

### Classement général
| \| Classement général \| Classement général \| Classement général \| Classement général \| Classement général \| \| Coureur \| Coureur \| Pays \| Équipe \| Temps \| \| ------------------ \| ------------------ \| ------------------ \| --------------------- \| ------------------ \| \| 1er \| Primož Roglič \| Slovénie \| Team Jumbo-Visma \| 75 h 00 min 36 s \| \| 2e \| Alejandro Valverde \| Espagne \| Movistar Team \| + 2 min 47 s \| \| 3e \| Nairo Quintana \| Colombie \| Movistar Team \| + 3 min 31 s \| \| 4e \| Miguel Ángel López \| Colombie \| Astana \| + 4 min 17 s \| \| 5e \| Tadej Pogačar \| Slovénie \| UAE Team Emirates \| + 4 min 49 s \| \| 6e \| Rafał Majka \| Pologne \| Bora-Hansgrohe \| + 7 min 46 s \| \| 7e \| Wilco Kelderman \| Pays-Bas \| Team Sunweb \| + 9 min 46 s \| \| 8e \| Carl Fredrik Hagen \| Norvège \| Lotto-Soudal \| + 11 min 50 s \| \| 9e \| James Knox \| Royaume-Uni \| Deceuninck-Quick Step \| + 13 min 23 s \| \| 10e \| Marc Soler \| Espagne \| Movistar Team \| + 21 min 09 s \| |                    |             |                       |                  |
| |                    |             |                       |                  |
| Source : ProCyclingStats |                    |             |                       |                  |
| Classement général |                    |             |                       |                  |
| Coureur | Coureur            | Pays        | Équipe                | Temps            |
| 1er | Primož Roglič      | Slovénie    | Team Jumbo-Visma      | 75 h 00 min 36 s |
| 2e | Alejandro Valverde | Espagne     | Movistar Team         | + 2 min 47 s     |
| 3e | Nairo Quintana     | Colombie    | Movistar Team         | + 3 min 31 s     |
| 4e | Miguel Ángel López | Colombie    | Astana                | + 4 min 17 s     |
| 5e | Tadej Pogačar      | Slovénie    | UAE Team Emirates     | + 4 min 49 s     |
| 6e | Rafał Majka        | Pologne     | Bora-Hansgrohe        | + 7 min 46 s     |
| 7e | Wilco Kelderman    | Pays-Bas    | Team Sunweb           | + 9 min 46 s     |
| 8e | Carl Fredrik Hagen | Norvège     | Lotto-Soudal          | + 11 min 50 s    |
| 9e | James Knox         | Royaume-Uni | Deceuninck-Quick Step | + 13 min 23 s    |
| 10e | Marc Soler         | Espagne     | Movistar Team         | + 21 min 09 s    |

| Classement par points | Classement par points | Classement par points | Classement par points | Classement par points |
| Coureur               | Coureur               | Pays                  | Équipe                | Points                |
| --------------------- | --------------------- | --------------------- | --------------------- | --------------------- |
| 1er                   | Primož Roglič         | Slovénie              | Team Jumbo-Visma      | 143 pts               |
| 2e                    | Sam Bennett           | Irlande               | Bora-Hansgrohe        | 114 pts               |
| 3e                    | Alejandro Valverde    | Espagne               | Movistar Team         | 110 pts               |
| 4e                    | Tadej Pogačar         | Slovénie              | UAE Team Emirates     | 107 pts               |
| 5e                    | Nairo Quintana        | Colombie              | Movistar Team         | 92 pts                |
| 6e                    | Philippe Gilbert      | Belgique              | Deceuninck-Quick Step | 73 pts                |
| 7e                    | Miguel Ángel López    | Colombie              | Astana                | 71 pts                |
| 8e                    | Rémi Cavagna          | France                | Deceuninck-Quick Step | 61 pts                |
| 9e                    | Dylan Teuns           | Belgique              | Bahrain-Merida        | 60 pts                |
| 10e                   | Tosh Van der Sande    | Belgique              | Lotto-Soudal          | 54 pts                |

| Classement par points | Classement par points | Classement par points | Classement par points | Classement par points |
| Coureur               | Coureur               | Pays                  | Équipe                | Points                |
| --------------------- | --------------------- | --------------------- | --------------------- | --------------------- |
| 1er                   | Primož Roglič         | Slovénie              | Team Jumbo-Visma      | 143 pts               |
| 2e                    | Sam Bennett           | Irlande               | Bora-Hansgrohe        | 114 pts               |
| 3e                    | Alejandro Valverde    | Espagne               | Movistar Team         | 110 pts               |
| 4e                    | Tadej Pogačar         | Slovénie              | UAE Team Emirates     | 107 pts               |
| 5e                    | Nairo Quintana        | Colombie              | Movistar Team         | 92 pts                |
| 6e                    | Philippe Gilbert      | Belgique              | Deceuninck-Quick Step | 73 pts                |
| 7e                    | Miguel Ángel López    | Colombie              | Astana                | 71 pts                |
| 8e                    | Rémi Cavagna          | France                | Deceuninck-Quick Step | 61 pts                |
| 9e                    | Dylan Teuns           | Belgique              | Bahrain-Merida        | 60 pts                |
| 10e                   | Tosh Van der Sande    | Belgique              | Lotto-Soudal          | 54 pts                |

| Classement de la montagne | Classement de la montagne | Classement de la montagne | Classement de la montagne     | Classement de la montagne |
| Coureur                   | Coureur                   | Pays                      | Équipe                        | Points                    |
| ------------------------- | ------------------------- | ------------------------- | ----------------------------- | ------------------------- |
| 1er                       | Geoffrey Bouchard         | France                    | AG2R La Mondiale              | 76 pts                    |
| 2e                        | Ángel Madrazo             | Espagne                   | Burgos-BH                     | 44 pts                    |
| 3e                        | Tao Geoghegan Hart        | Royaume-Uni               | Team Ineos                    | 35 pts                    |
| 4e                        | Wout Poels                | Pays-Bas                  | Team Ineos                    | 31 pts                    |
| 5e                        | Alejandro Valverde        | Espagne                   | Movistar Team                 | 26 pts                    |
| 6e                        | Tadej Pogačar             | Slovénie                  | UAE Team Emirates             | 25 pts                    |
| 7e                        | Jakob Fuglsang            | Danemark                  | Astana                        | 24 pts                    |
| 8e                        | Mikel Bizkarra            | Espagne                   | Euskadi Basque Country-Murias | 22 pts                    |
| 9e                        | Primož Roglič             | Slovénie                  | Team Jumbo-Visma              | 22 pts                    |
| 10e                       | Sergio Henao              | Colombie                  | UAE Team Emirates             | 21 pts                    |

| Classement de la montagne | Classement de la montagne | Classement de la montagne | Classement de la montagne     | Classement de la montagne |
| Coureur                   | Coureur                   | Pays                      | Équipe                        | Points                    |
| ------------------------- | ------------------------- | ------------------------- | ----------------------------- | ------------------------- |
| 1er                       | Geoffrey Bouchard         | France                    | AG2R La Mondiale              | 76 pts                    |
| 2e                        | Ángel Madrazo             | Espagne                   | Burgos-BH                     | 44 pts                    |
| 3e                        | Tao Geoghegan Hart        | Royaume-Uni               | Team Ineos                    | 35 pts                    |
| 4e                        | Wout Poels                | Pays-Bas                  | Team Ineos                    | 31 pts                    |
| 5e                        | Alejandro Valverde        | Espagne                   | Movistar Team                 | 26 pts                    |
| 6e                        | Tadej Pogačar             | Slovénie                  | UAE Team Emirates             | 25 pts                    |
| 7e                        | Jakob Fuglsang            | Danemark                  | Astana                        | 24 pts                    |
| 8e                        | Mikel Bizkarra            | Espagne                   | Euskadi Basque Country-Murias | 22 pts                    |
| 9e                        | Primož Roglič             | Slovénie                  | Team Jumbo-Visma              | 22 pts                    |
| 10e                       | Sergio Henao              | Colombie                  | UAE Team Emirates             | 21 pts                    |

| Classement du meilleur jeune | Classement du meilleur jeune | Classement du meilleur jeune | Classement du meilleur jeune  | Classement du meilleur jeune |
| Coureur                      | Coureur                      | Pays                         | Équipe                        | Temps                        |
| ---------------------------- | ---------------------------- | ---------------------------- | ----------------------------- | ---------------------------- |
| 1er                          | Miguel Ángel López           | Colombie                     | Astana                        | 75 h 04 min 50 s             |
| 2e                           | Tadej Pogačar                | Slovénie                     | UAE Team Emirates             | + 32 s                       |
| 3e                           | James Knox                   | Royaume-Uni                  | Deceuninck-Quick Step         | + 9 min 06 s                 |
| 4e                           | Sergio Higuita               | Colombie                     | EF Education First            | + 27 min 52 s                |
| 5e                           | Ruben Guerreiro              | Portugal                     | Katusha-Alpecin               | + 35 min 57 s                |
| 6e                           | Kilian Frankiny              | Suisse                       | Groupama-FDJ                  | + 58 min 09 s                |
| 7e                           | Tao Geoghegan Hart           | Royaume-Uni                  | Team Ineos                    | + 58 min 35 s                |
| 8e                           | Óscar Rodríguez Garaicoechea | Espagne                      | Euskadi Basque Country-Murias | + 59 min 53 s                |
| 9e                           | Neilson Powless              | États-Unis                   | Team Jumbo-Visma              | + 1 h 10 min 27 s            |
| 10e                          | Ben O'Connor                 | Australie                    | Dimension Data                | + 1 h 12 min 09 s            |

| Classement du meilleur jeune | Classement du meilleur jeune | Classement du meilleur jeune | Classement du meilleur jeune  | Classement du meilleur jeune |
| Coureur                      | Coureur                      | Pays                         | Équipe                        | Temps                        |
| ---------------------------- | ---------------------------- | ---------------------------- | ----------------------------- | ---------------------------- |
| 1er                          | Miguel Ángel López           | Colombie                     | Astana                        | 75 h 04 min 50 s             |
| 2e                           | Tadej Pogačar                | Slovénie                     | UAE Team Emirates             | + 32 s                       |
| 3e                           | James Knox                   | Royaume-Uni                  | Deceuninck-Quick Step         | + 9 min 06 s                 |
| 4e                           | Sergio Higuita               | Colombie                     | EF Education First            | + 27 min 52 s                |
| 5e                           | Ruben Guerreiro              | Portugal                     | Katusha-Alpecin               | + 35 min 57 s                |
| 6e                           | Kilian Frankiny              | Suisse                       | Groupama-FDJ                  | + 58 min 09 s                |
| 7e                           | Tao Geoghegan Hart           | Royaume-Uni                  | Team Ineos                    | + 58 min 35 s                |
| 8e                           | Óscar Rodríguez Garaicoechea | Espagne                      | Euskadi Basque Country-Murias | + 59 min 53 s                |
| 9e                           | Neilson Powless              | États-Unis                   | Team Jumbo-Visma              | + 1 h 10 min 27 s            |
| 10e                          | Ben O'Connor                 | Australie                    | Dimension Data                | + 1 h 12 min 09 s            |

| Classement par équipes | Classement par équipes        | Classement par équipes | Classement par équipes |
| Équipe                 | Équipe                        | Pays                   | Temps                  |
| ---------------------- | ----------------------------- | ---------------------- | ---------------------- |
| 1re                    | Movistar Team                 | Espagne                | 224 h 04 min 57 s      |
| 2e                     | Astana                        | Kazakhstan             | + 47 min 00 s          |
| 3e                     | Team Jumbo-Visma              | Pays-Bas               | + 1 h 35 min 05 s      |
| 4e                     | Mitchelton-Scott              | Australie              | + 2 h 12 min 54 s      |
| 5e                     | AG2R La Mondiale              | France                 | + 2 h 50 min 23 s      |
| 6e                     | Dimension Data                | Afrique du Sud         | + 3 h 03 min 42 s      |
| 7e                     | Team Sunweb                   | Allemagne              | + 3 h 09 min 40 s      |
| 8e                     | Euskadi Basque Country-Murias | Espagne                | + 3 h 10 min 36 s      |
| 9e                     | Bahrain-Merida                | Bahreïn                | + 3 h 33 min 56 s      |
| 10e                    | Ineos                         | Royaume-Uni            | + 3 h 34 min 38 s      |

| Classement par équipes | Classement par équipes        | Classement par équipes | Classement par équipes |
| Équipe                 | Équipe                        | Pays                   | Temps                  |
| ---------------------- | ----------------------------- | ---------------------- | ---------------------- |
| 1re                    | Movistar Team                 | Espagne                | 224 h 04 min 57 s      |
| 2e                     | Astana                        | Kazakhstan             | + 47 min 00 s          |
| 3e                     | Team Jumbo-Visma              | Pays-Bas               | + 1 h 35 min 05 s      |
| 4e                     | Mitchelton-Scott              | Australie              | + 2 h 12 min 54 s      |
| 5e                     | AG2R La Mondiale              | France                 | + 2 h 50 min 23 s      |
| 6e                     | Dimension Data                | Afrique du Sud         | + 3 h 03 min 42 s      |
| 7e                     | Team Sunweb                   | Allemagne              | + 3 h 09 min 40 s      |
| 8e                     | Euskadi Basque Country-Murias | Espagne                | + 3 h 10 min 36 s      |
| 9e                     | Bahrain-Merida                | Bahreïn                | + 3 h 33 min 56 s      |
| 10e                    | Ineos                         | Royaume-Uni            | + 3 h 34 min 38 s      |